# Schefflera paniculitomentosa
Schefflera paniculitomentosa är en araliaväxtart som beskrevs av José Cuatrecasas. Schefflera paniculitomentosa ingår i släktet Schefflera och familjen araliaväxter.
Artens utbredningsområde är Colombia. Inga underarter finns listade.